# 博伊·查尔顿
安德鲁·默里·“博伊”·查尔顿（英語：Andrew Murray "Boy" Charlton，1907年8月12日—1975年12月10日），澳大利亚男子游泳运动员，擅长自由泳。他在1924年夏季奥运会上获得了男子1500米自由泳金牌。

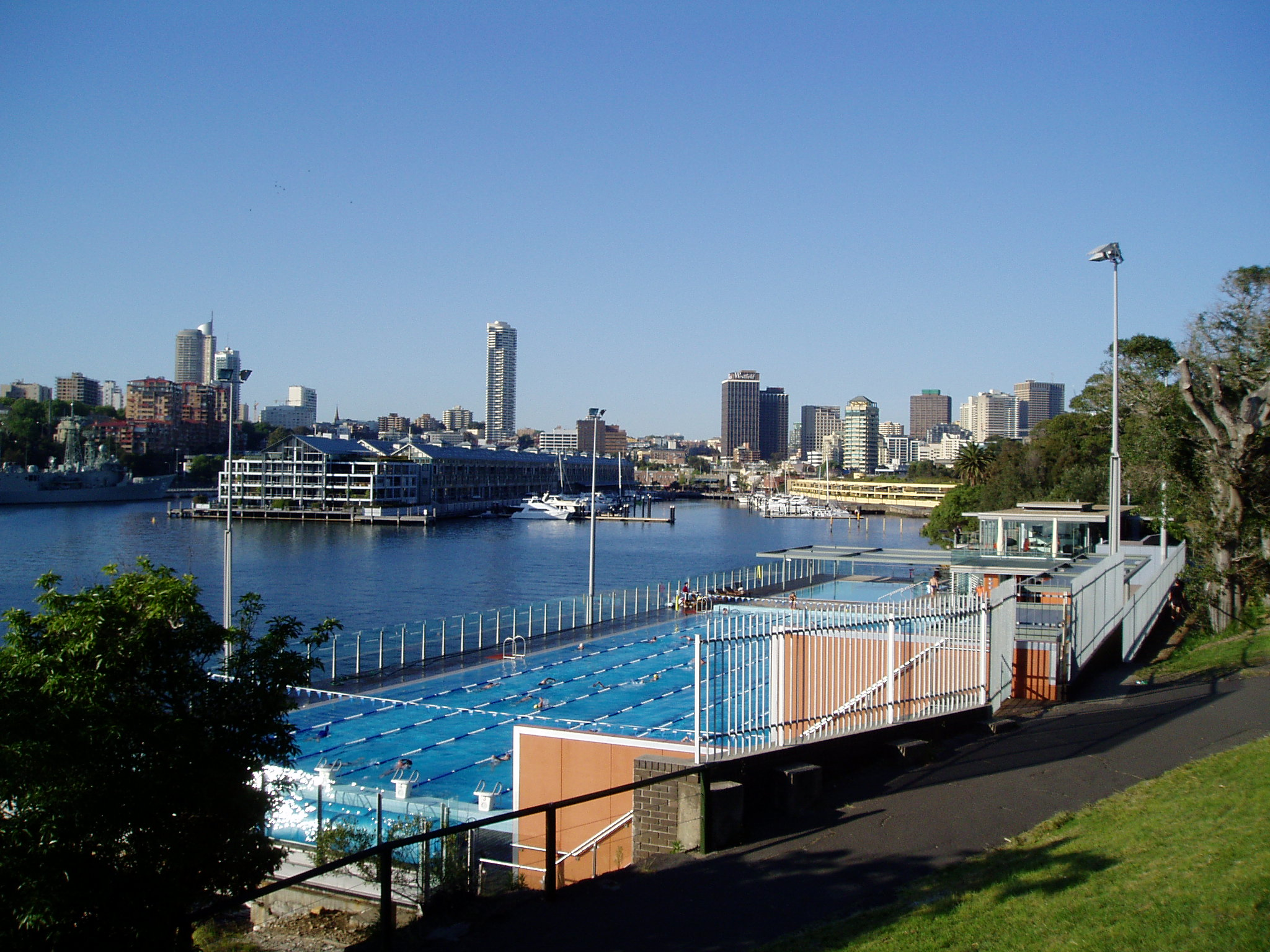
安德鲁·“博伊”·查尔顿泳池